# Listewka
Listewka (niem. Elisenthal) – osada leśna w województwie pomorskim, w powiecie chojnickim, w gminie Czersk. 
Miejscowość wchodzi w skład sołectwa Mokre.
W latach 1975–1998 miejscowość administracyjnie należała do województwa bydgoskiego.